# Солсбери Сити
«Солсбери Сити» (англ. Salisbury City F.C.) — английский футбольный клуб из города Солсбери, Уилтшир. Образован в 1947 году. Домашние матчи проводит на стадионе «Рэймонд Макэнхилл». В настоящий момент выступает в Национальной Конференции, пятом по значимости футбольном турнире Англии. По итогам сезона 2009/10 клуб был исключен из числа участников Национальной Конференции из-за финансовых проблем и был переведен в Южную Футбольную лигу, вернувшись спустя 3 сезона.